# Кайсарово
Кайсарово (рос. Кайсарово) — село в Цильнинському районі Ульяновської області Російської Федерації.
Населення становить 399 осіб. Входить до складу муніципального утворення Єлховоозерське сільське поселення.

## Історія
Від 2004 року входить до складу муніципального утворення Єлховоозерське сільське поселення.

## Населення
| 2010 |
| ---- |
| 399  |